# ميخائيل باول
ميخائيل باول (بالألمانية: Michael Paul)‏ (15 أبريل 1961 في ألمانيا - ) هو لاعب كرة يد ألماني في مركز ظهير ‏. شارك في الألعاب الأولمبية الصيفية 1984. ولعب مع فغيش أوف غوبينغن.

## وصلات خارجية
- ميخائيل باول على موقع أوليمبيديا (الإنجليزية)